# Grand Hôtel (Estocolmo)
El Grand Hôtel es un hotel de cinco estrellas de Estocolmo, Suecia. Fue fundado por el francés Jean-François Régis Cadier en 1872 y abrió sus puertas el 14 de junio de 1874, al mismo tiempo que el Grand Hotel de Oslo; todas las capitales escandinavas tienen un hotel llamado «Grand Hotel». El Grand Hôtel está situado al lado del Museo Nacional de Estocolmo y frente al Palacio Real y Gamla stan (el centro histórico). Desde 1901, los laureados con el Premio Nobel y sus familias se han alojado tradicionalmente en el hotel, al igual que varias celebridades y líderes mundiales.
El Grand Hôtel de Estocolmo tiene 300 habitaciones y 31 suites, 24 salas de banquetes y conferencias, dos restaurantes, un bar y un spa (Nordic Spa & Fitness). Uno de los restaurantes está dirigido por el chef sueco Mathias Dahlgren. Es el único miembro de The Leading Hotels of the World situado en Suecia. Es propiedad de la familia Wallenberg a través de Investor AB.